# لودفيغ غوتفريد بلان
لودفيغ غوتفريد بلان (بالألمانية: Ludwig Gottfried Blanc)‏ هو لغوي ألماني، ولد في 19 سبتمبر 1781 في برلين في ألمانيا، وتوفي في 18 أبريل 1866 في هاله في ألمانيا.